# Citizenfour
Citizenfour er en tysk-amerikansk dokumentarfilm fra 2014 instrueret af Laura Poitras. Filmen belyser Edward Snowdens læk af følsomme oplysninger fra NSA.
Filmen blev godt modtaget af anmelderne. Ved Oscaruddelingen 2015 modtog den en Oscar for bedste dokumentar.